# Manfred Schäfer
Manfred Schäfer (Amorbach, 4 de diciembre de 1949-Bad Rodach, 9 de marzo de 2003) fue un antropólogo, fotógrafo, cineasta y activista quien investigó sobre la economía y el trueque de los Asháninka, Nomatsiguenga y Ashéninka en el Perú y se especializó además en la antropología visual. 

## Vida
Manfred Schäfer se formó como fotógrafo en Aschaffenburg en los años entre 1970 y 1973. En 1976 se graduó en ingeniería fotográfica y cinematográfica en Colonia. Posteriormente estudió antropología cultural y social (Völkerkunde) en la Ludwig-Maximilians-Universität München, donde obtuvo la maestría en 1982; se doctoró en esta carrera en 1987. Durante los periodos de su formación como fotógrafo y el estudio de la técnica cinematográfica viajó al norte y centro de África y a Madagascar. En el marco de la carrera de antropología realizó investigaciones etnográficas en el Perú y en México. En el Perú Manfred Schäfer se involucró en apoyar la solicitud de títulos de propiedad para las comunidades nativas de los Asháninka y Nomatsiguenga de la Selva Central. La publicación de su artículo „Yo no soy Campa ¡Soy Asháninca!“ impulsó que tanto los expertos como la esfera pública peruana comenzaran a utilizar el término de autodenominación de esta etnia. Él documentó las protestas de los Awajún y los Asháninka en contra la compañía de filmación de Werner Herzog y el rodaje de Fitzcarraldo. Entre 1989 y 2003 Manfred Schäfer se desempeñó como productor, director y camarógrafo de documentales en el Perú, México y Cuba para los canales alemanes de televisión WDR, SWR, 3-sat y ARTE. En 2004 el Festival de Cine Etnográfico del Museo de Antropología de Múnich (Museum der 5 Kontinente) le dedicó una retrospectiva a sus películas documentales.

## Publicaciones

### Literatura
- Asháninca: Imagen y Realidad. En: Lima-Kurier 17: 1-3. Lima 1980.
- Yo no soy Campa ¡Soy Asháninca! En: Amazonía Indígena 4: 30-31. 1982.
- Indianisches Wirtschaften in einem Asháninca/Matsiguenga-Dorf der peruanischen Montaña. (La economía nativa de una comunidad Asháninca/Matsiguenga en la Montaña del Perú.) Múnich: Tesis de magíster en antropología, 1982.
- Weil wir in Wirklichkeit vergessen sind. (Porque en realidad estamos olvidados.) Múnich: Trickster 1982.
- Fortschritt ins Elend. (Un progreso hacia la miseria.) En: Natur 1:60-67, 103. Múnich 1983.
- Chef ohne Macht. (Un jefe sin poder.) En: Süddeutsche Zeitung. Múnich 18.9.1983.
- Ins Elend entwickelt – Leben im peruanischen Urwald (Un progreso hacia la miseria – Vivir en la Selva peruana). In: Vom Lebenswandel der Lebensräume. Gefährdung, Zerstörung und Schutz von Groß- und Kleinbiotopen, pp. 30-42. Múnich: dtv 1986. ISBN 3-423-10589-5
- Ayompari, Amigos und die Peitsche. Die Verflechtung der ökonomischen Beziehungen der Ashéninga in der Gesellschaft des Gran Pajonal/Ostperu. (Ayompari, amigos y el látigo. Los Ashéninga y el entrelazamiento de sus relaciones enconómicas de trueque en la sociedad del Gran Pajonal en el oriente del Perú.) Universidad de Múnich: Tesis de doctorado en antropología. Weilbach 1988.
- con Ingrid Kummels (eds.): Wir sind Rarámuri. Eine Dokumentation von und über Rarámuri (Nordmexiko). (Somos Rarámuri. Una documentación de y sobre Rarámuri en el norte de México). Catálogo de la exposición “Somos Rarámuri”. Instituto Goethe, Ciudad de México, Instituto Nacional de Antropología e Historia y Secretaría de Educación Pública (Programa Cultural de las Fronteras). Weilbach1988.
- Ayompari – ‘el que me da las cosas’. El intercambio entre los Asháninca y los Ashéninga de la selva central peruana en una perspectiva histórica. En: Jorna, Peter et al. (coord.): Etnohistoria del Amazonas, pp. 45-62. Quito: Abya-Yala 1991.
- Die Ashéninga im peruanischen Tiefland. In: Unsere Zukunft ist eure Zukunft. Indianer heute. Eine Bestandsaufnahme der Gesellschaft für bedrohte Völker, pp.227-232. Hamburg: Luchterhand 1992. ISBN 3-630-71044-1
- con Ingrid Kummels: Ethics in Visual Anthropology: On Changing Pictures of the Rarámuri. In: Anthropological Journal on European Cultures 3 (2): 117-132, Anthropology and Ethics, Fribourg/Frankfurt a.M. 1994. ISSN 0960-0604
- con Ingrid Kummels: Zwischen ethnologischen Einsichten und Einschaltquoten. Über Chancen und Tücken ethnologischer Fernsehfilme. En: Ballhaus, Edmund/Engelbrecht, Beate (eds.): Der ethnographische Film. Einführung in Methoden und Praxis, pp. 203-221, Berlín: Reimer 1995. ISBN 3-496-02552-2
- con Alicia Castro e Ingrid Kummels: Anacaona. Aus dem Leben einer kubanischen Musikerin. München: Econ 2002. ISBN-13: 978-3430117524
- Ayompari, amigos y el látigo. El trueque ashéninka en el entramado social y económico del Gran Pajonal, Perú. Lima: Fondo Editorial de la PUCP 2023. Colección Estudios Amazónicos 5. ISBN: 9786123178802.

### Obituario
- Münzel, Mark: Nachruf auf Manfred Schäfer. Ethnologe, Medienmensch, Menschenrechtler. In: Pogrom 219_3 2003.

### Películas
- con Ingrid Kummels y Asháninca del Río Ene: Im Grünen Himmel. (En el cielo verde.) WDR, 16 mm, 60 min., 1989.
- con Ingrid Kummels: Im Spiegel des Schamanen. (En el espejo del chamán.) WDR, 16 mm, 45 min., 1989.
- con Ingrid Kummels: Santería – Von Menschen und Heiligen auf Kuba (Santería – gente y deidades en Cuba) WDR/SWF, 16 mm, 45 min., 1991.
- con Ingrid Kummels: Havana Girl Orchestra – Eine kubanische Familienchronik. (Havana Girl Orchestra – La crónica de una familia cubana.) WDR, 16 mm, 45 min., 1991.
- con Ingrid Kummels: Der Wettlauf des San Juan. (La carrera de San Juan.) WDR/SWF, 16 mm, 45 min., 1992.
- con Ingrid Kummels: Wüstennomaden und Videokids. Die Seri in Mexiko. (Canciones del desierto. Los Konkáak de México.) WDR/SWF, 16 mm, 45 min., 1995.
- con Ingrid Kummels: Stadt-Indianer – Die Winterreisen der Rarámuri. (Indígenas urbanos. Los paseos de invierno de los Rarámuri.) WDR/Arte, 16 mm, 60 min., 1998.
- con Ingrid Kummels: Reise nach Wirikuta. Die Huichol und der Peyote-Kaktus. (Viaje a Wirikuta.) WDR/SWF/3sat, 16 mm, 45 min., 1998.
- Der Peitschenmann schlägt zu. Eine Fiesta in Mexiko. (Semana santa a chicotazos.) SWR, 16 mm, Farbe, 45 min., 2000.[4]
- mit Ingrid Kummels: Anacaona – Ten Sisters of Rhythm. Termidor Musikverlag/Pimienta Records, DVD, 85 Min., 2002.
- mit Ingrid Kummels: Buena Vista Sisters’ Club. Pa’ti Pa’ mi/Termidor Musikverlag, DVD, 85 min., 2008.